# Rubén Ruzafa
Rubén Ruzafa Cueto (ur. 9 września 1984) – hiszpański kolarz górski, przełajowy i triathlonista, złoty medalista mistrzostw świata MTB.

## Kariera
Największy sukces w karierze Rubén Ruzafa osiągnął w 2005 roku, kiedy reprezentacja Hiszpanii w składzie: Rubén Ruzafa, Olivier Avilés, Rocío Gamonal i José Antonio Hermida zdobyła złoty medal w sztafecie cross-country podczas mistrzostw świata w Livigno. Był to jedyny medal wywalczony przez Ruzafę na międzynarodowej imprezie tej rangi. Startuje także w kolarstwie przełajowym, zdobył między innymi dwa medale na mistrzostwach Hiszpanii młodzieżowców, w tym złoty w 2006 roku. Od 2008 roku Ruzafa jest także triathlonistą - jeszcze w tym samym roku zwyciężył w zawodach XTERRA Triathlon. Jak dotąd nie wystąpił na igrzyskach olimpijskich.